# Theodore Andrea Cook
Sir Theodore Andrea Cook (28 de março de 1867 – 16 de setembro de 1928) foi um crítico de arte e escritor britânico.

## Atividades esportivas
Theodore Cook passou seus primeiros anos em Wantage, depois que seu pai, Henry Cook, se tornou o diretor da King Alfred's School em 1868, um ano após o nascimento do filho mais velho. Posteriormente, estudou no Radley College, onde também exerceu atividades esportivas, tornando-se capitão dos times de futebol e canoagem. Ele continuou seus estudos em Clássicos, no Wadham College, Oxford, onde era membro do clube de barcos, e participou de Oxford na Corrida de Barcos de 1889. Ele ficou em Oxford após a formatura e em 1891 fundou o "University Fencing Club". Ele continuou interessado em esgrima e foi capitão da equipe de esgrima inglesa nos campeonatos de 1903 em Paris e de 1906 em Atenas. Ele esteve envolvido nos preparativos para os Jogos Olímpicos de 1908 em Londres, sendo um dos três representantes britânicos no Comitê Olímpico Internacional.
Em 1920, ele ganhou uma medalha de prata nas competições de arte dos Jogos Olímpicos por seus "Jogos Olímpicos de Antuérpia".

## Atividade como escritor e editor
O legado de Theodore Cook da mãe artista foi uma introdução precoce ao mundo das pinturas, esculturas e arquitetura. Isso o inspirou a viajar particularmente na Europa e a publicar obras autoritárias sobre a Velha Provença, as 25 Grandes Casas da França, Leonardo da Vinci e escultura entre muitas outras, algumas das quais ilustradas por sua mãe. Essa ampla experiência em esportes e literatura levou Theodore Cook ao jornalismo. Ele foi durante alguns anos editor do St. James Gazette, o jornal editado "para cavalheiros por cavalheiros". Como freelancer, escreveu para o antigo Standard e contribuiu para os artigos do Daily Telegraph sobre remo de "An Old Blue". Em 1910, tornou-se editor do The Field, o jornal do condado de Gentleman, cargo que ainda ocupava no momento de sua morte em 1928. Sua cavalaria em 1916 era, em sua opinião, um reconhecimento do trabalho para o esforço de guerra de sua revista, e não de sua própria contribuição individual. Ele morreu de ataque cardíaco em 16 de setembro de 1928.

## Livros
- A History of the English Turf- Londres, 1901
- An Anthology of Humorous Verse - Londres, 1902
- Spirals in Nature and Art - Londres, 1903
- The Water-Colour Drawings of J.M.W.TURNER, in the National Gallery, Londres, 1904.
- Twenty-five Great Houses of France
- Eclipse-1775, Persommon-1906 - Londres, 1907
- The Official Report of the Olympic Games of 1908 - Londres, 1908
- Cook, Theodore Andrea; Nickalls, Guy (1908). Thomas Doggett Deceased. Archibald Constable. [S.l.: s.n.]
- The Story of the Rouen - Londres, 1911
- Old Touraine. The Life and History of the Famous Chateaux of France 2 volumes ISBN 0-7103-0989-9
- Old Provence. 2 volumes - Londres 1905
- The Curves of Life - Londres, 1914 ISBN 978-0-486-23701-5
- The Sunlit Hours - Londres, 1926
- Character and Sportsmanship - Londres, 1926